# Breedhuis

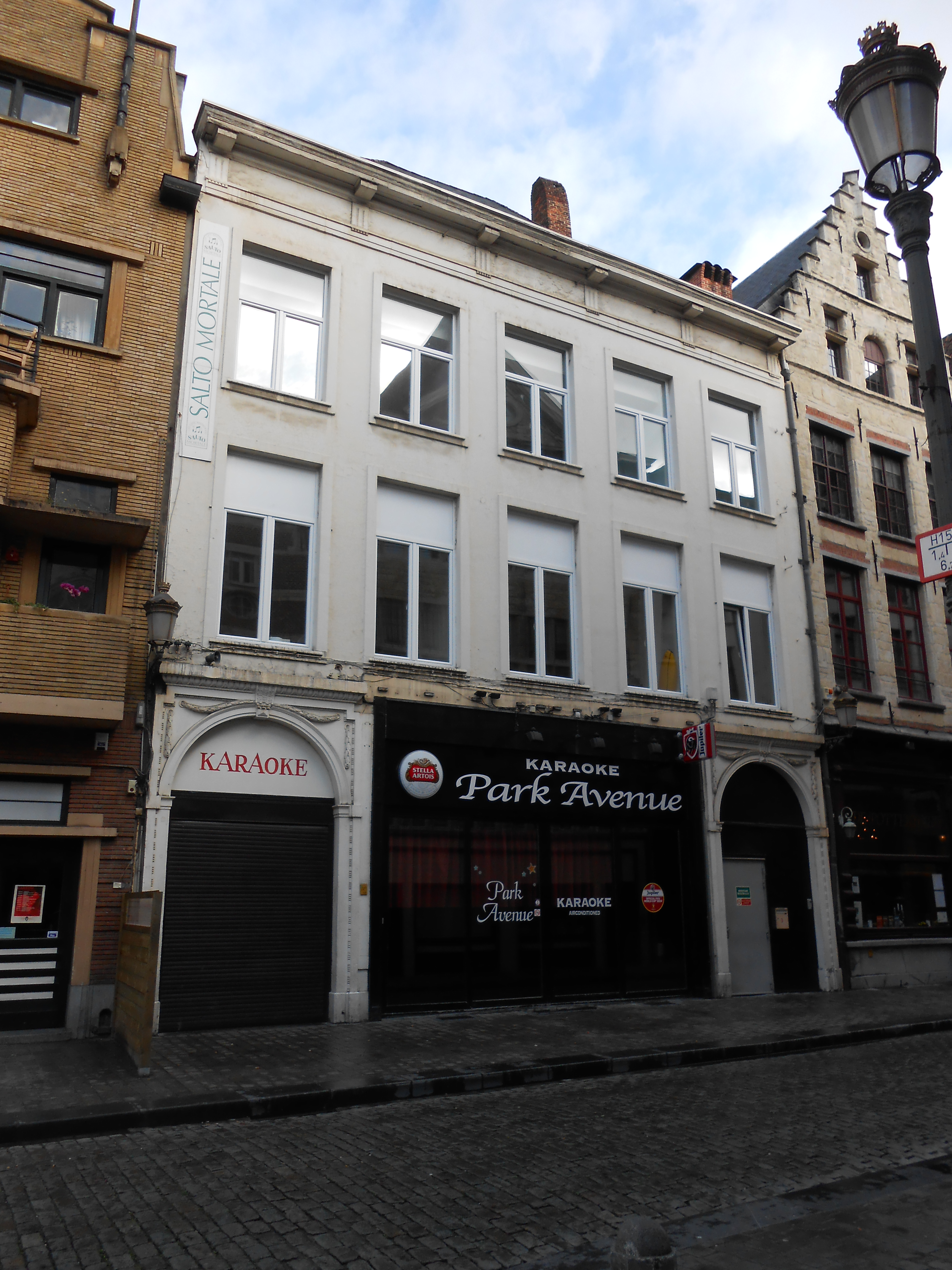
Breedhuis met lijstgevel

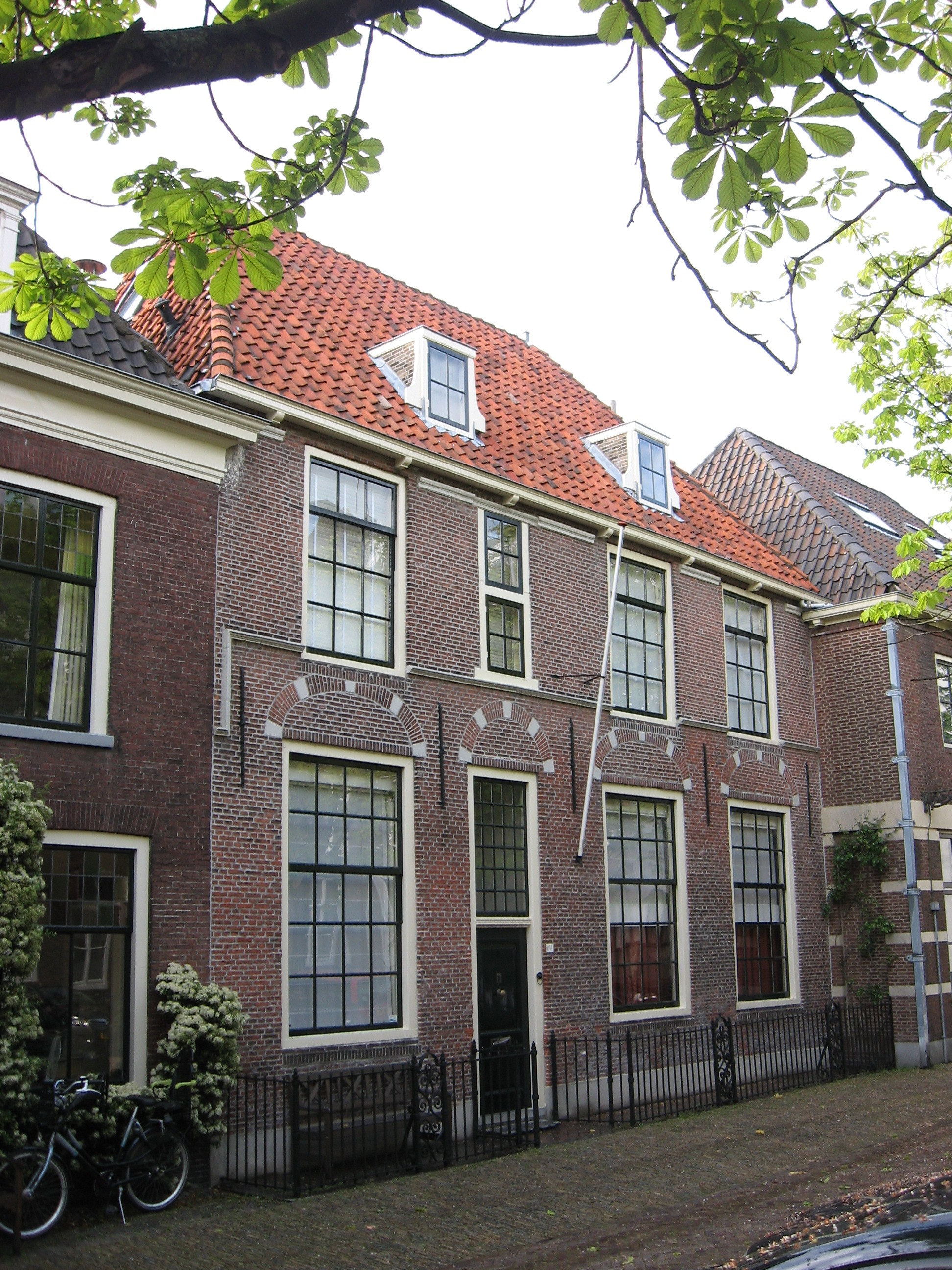
Breedhuis met schilddak en lijstgevel

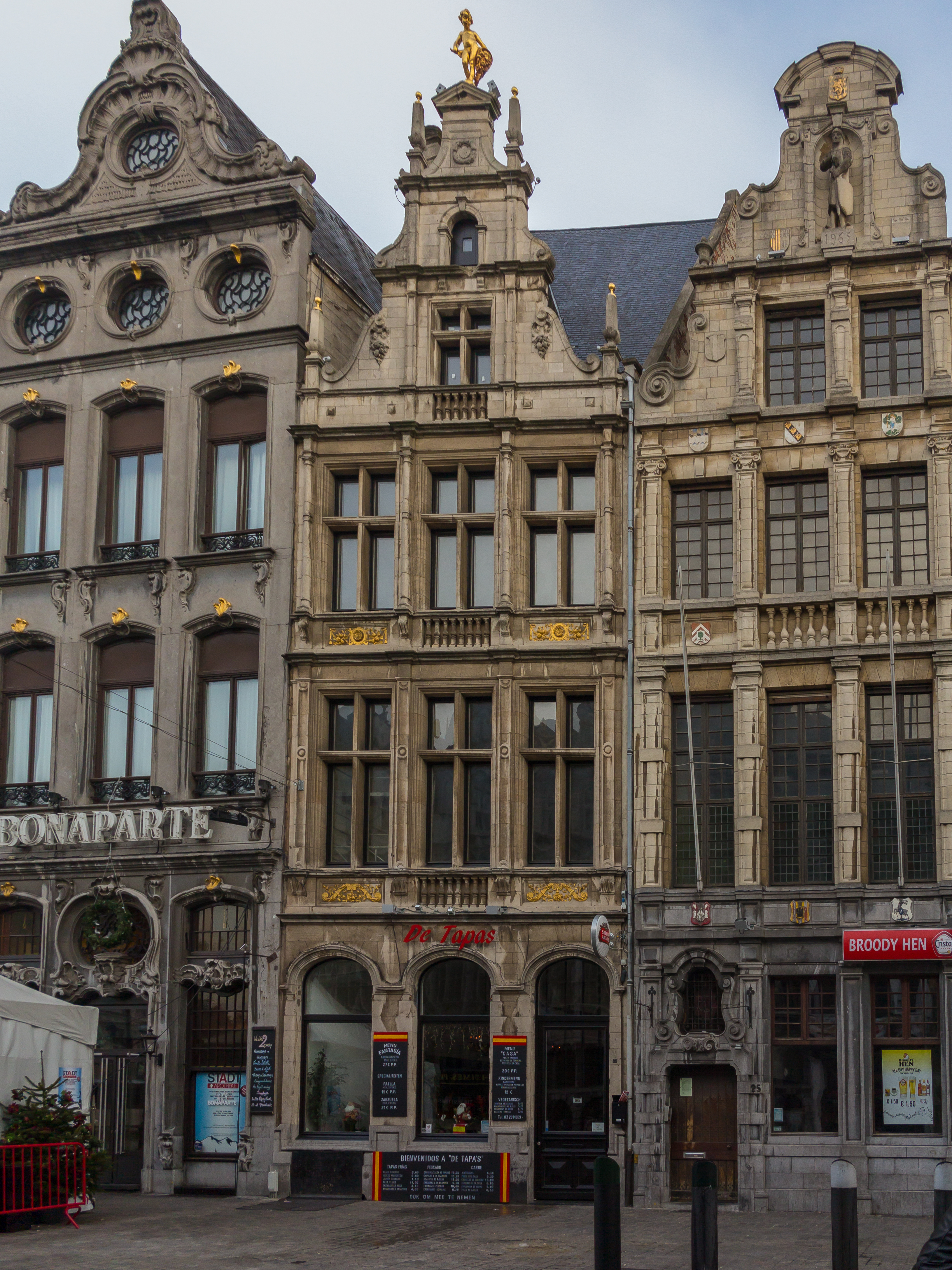
Breedhuis met twee topgevels

Een breedhuis  is een huis waarvan de nokrichting evenwijdig aan de straat verloopt, en waarvan de belangrijkste gevel, welke de voordeur bevat, dus evenwijdig aan de nok van het huis verloopt.
Gewoonlijk is de straatgevel dan een lijstgevel, maar soms worden er ook één of meer topgevels geplaatst.
Het tegengestelde van een breedhuis is een diephuis.